# Petersplatsen

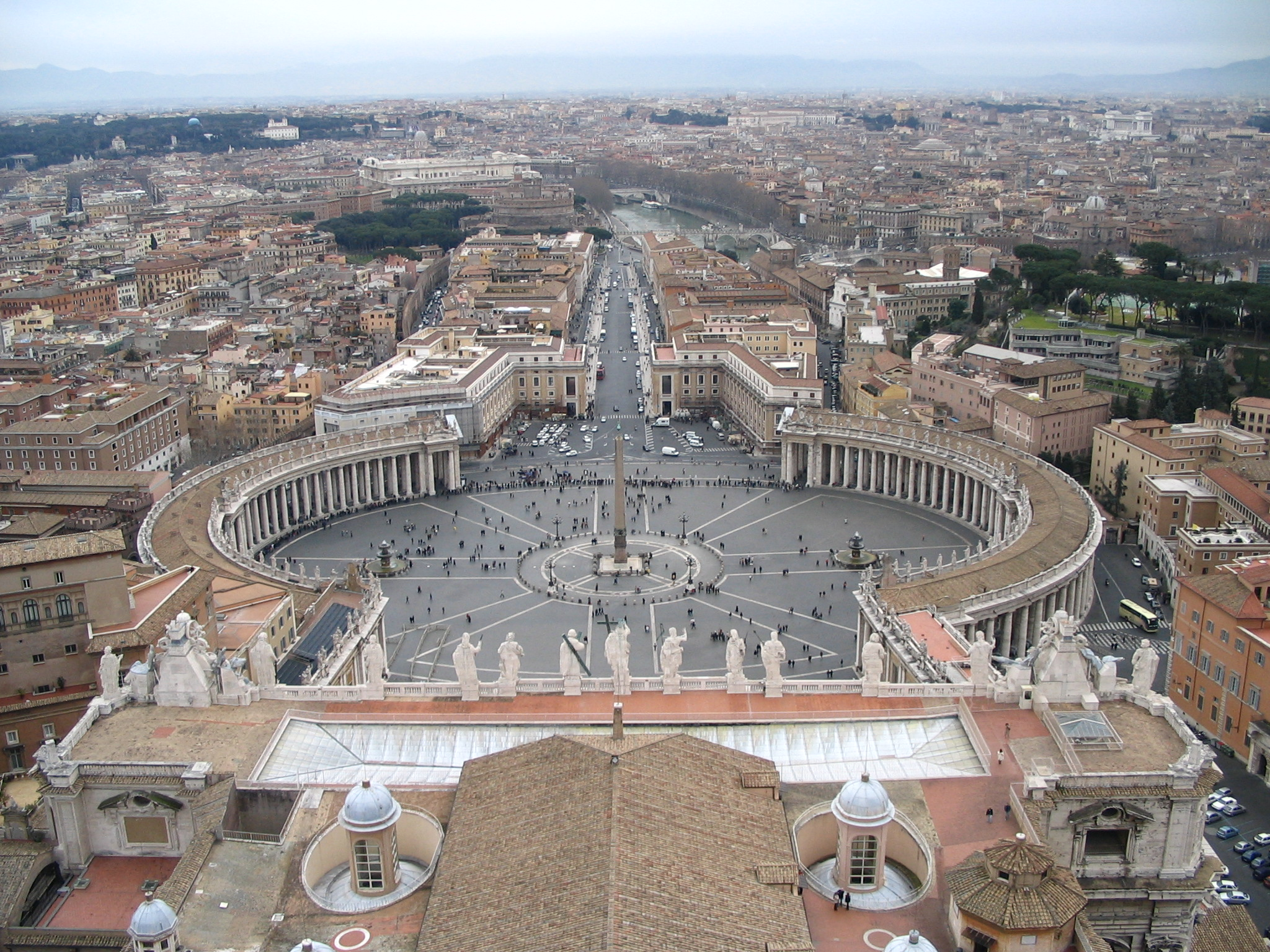
Petersplatsen sedd från Peterskyrkans kupol.

Petersplatsen (italienska Piazza di San Pietro) är en öppen plats framför Peterskyrkan i Vatikanstaten i Rom.

## Beskrivning
Petersplatsen, uppkallad efter aposteln Petrus, ritades av barockarkitekten Giovanni Lorenzo Bernini och uppfördes 1659–1667. Närmast kyrkans fasad fick platsen formen av en trapets. Den formen betingas av att den högra sidan begränsas av flygeln med Scala Regia som inte löper i rät vinkel i förhållande till kyrkans fasad. Platsen smalnar därför mot den tvärställda ovalen som lades framför. Ovalens mittpunkt bestämdes i sin tur av den obelisk som redan stod där. Den hörde till den antika cirkusen på platsen, Caligulas och Neros cirkus, och hade förblivit stående vid sidan av den gamla basilikan till 1585, då den flyttades till sin nuvarande position av påven Sixtus V:s chefsarkitekt Domenico Fontana.

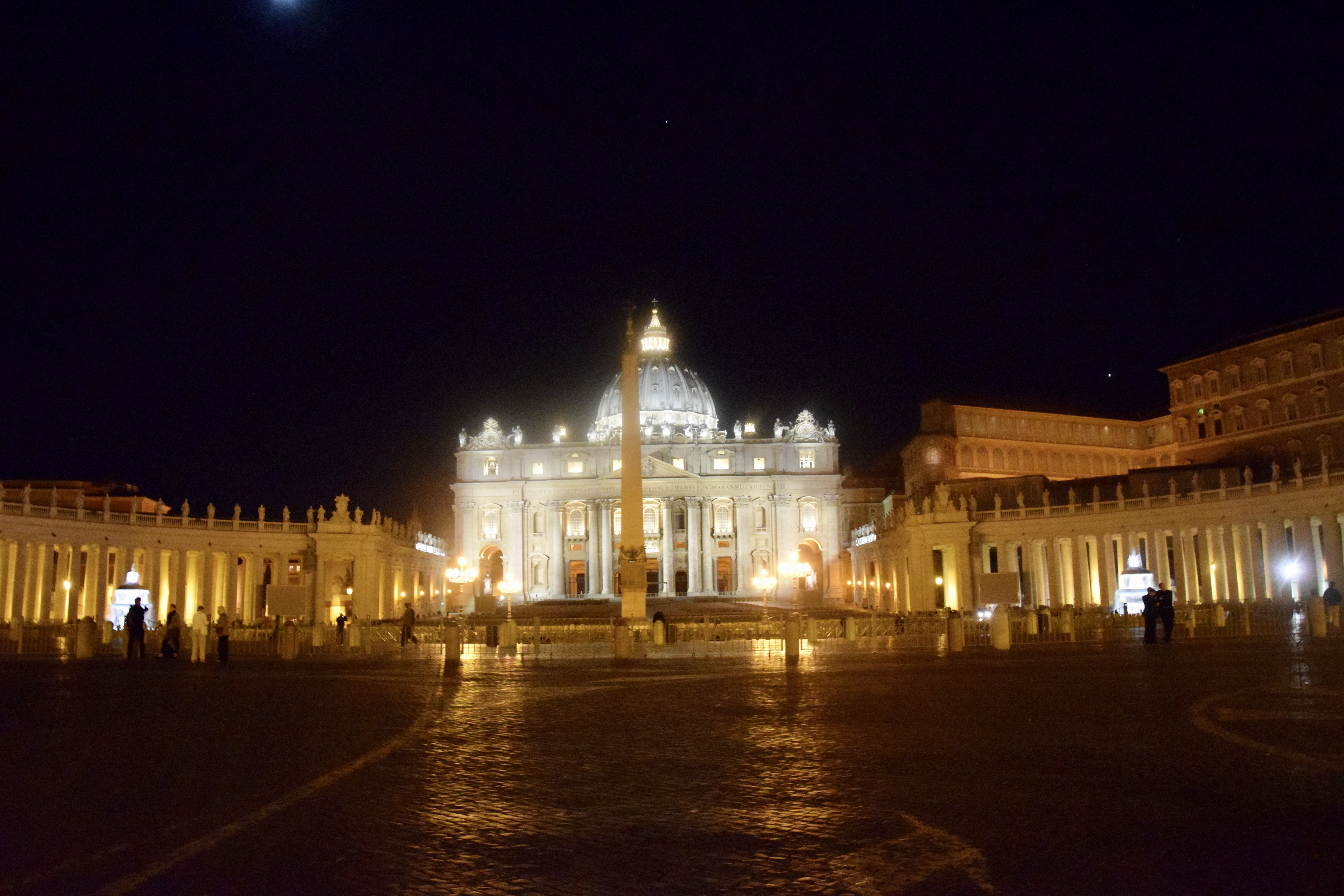
Petersplatsen under nattetid.

Den ovala platsen är svagt skålformad och bildar ett naturligt samlingsrum, omgivet av en kolonnad likt omfamnande armar. Själva platsens storlek mäter 320 × 240 meter. Platsen närmast kyrkans fasad sluttar som ett scengolv med sidor utformade så att de skall förstärka fasadens monumentalitet och rikta uppmärksamheten mot den. Berninis skisser vittnar om ett omsorgsfullt studium av proportioner och synvinklar. Därtill prövade han med kolonner av trä hur hög kolonnaden skulle vara. De troende som deltar i ceremonierna på Petersplatsen befinner sig också i sällskap av en härskara av 140 helgon, som kröner kolonnaden, presiderade av Kristus och apostlarna ovanpå basilikans fasad. Detta väldiga skulpturprogram blev inte färdigt under Berninis livstid; arbetet pågick in på 1720-talet.
Kolonnaden, med sina fyrdubbla rader av kolonner, avgränsar inte bara torget (piazzan) utåt, utan ger tillträde till den från alla håll. Den var även en täckt körväg med smalare passager för fotgängare på båda sidor. Därtill var den en permanent processionsväg för religiösa ceremonier, och ersatte de tillfälliga tak som tidigare hade satts upp på platsen och längs angränsande gator.
En del av Vatikanpalatset skymtar ovanför murarna på höger sida om basilikan. Närmast den ses Sixtinska kapellets gavel, krenelerad som en fästning. Därefter följer det medeltida palatset, som Bramante och Rafael försåg med en fasad med loggior i tre våningar, som öppnade sig mot staden (dessa är nu inglasade). Denna fasad skyms delvis av det nya palats, Palazzo Apostolico, som Sixtus V lät uppföra på 1580-talet och som fortfarande är påvens bostad. Det är från ett fönster i den översta våningen som han varje söndag läser ett budskap och välsignar de närvarande.